# Sales Oliveira (ort)
Sales Oliveira är en ort i Brasilien.   Den ligger i kommunen Sales Oliveira och delstaten São Paulo, i den sydöstra delen av landet, 600 km söder om huvudstaden Brasília. Sales Oliveira ligger 732 meter över havet och antalet invånare är 10 568.
Terrängen runt Sales Oliveira är lite kuperad. Närmaste större samhälle är Orlândia, 7,6 km nordväst om Sales Oliveira.
Trakten runt Sales Oliveira består till största delen av jordbruksmark. Runt Sales Oliveira är det ganska tätbefolkat, med 62 invånare per kvadratkilometer.